# Thüringenkolleg Weimar

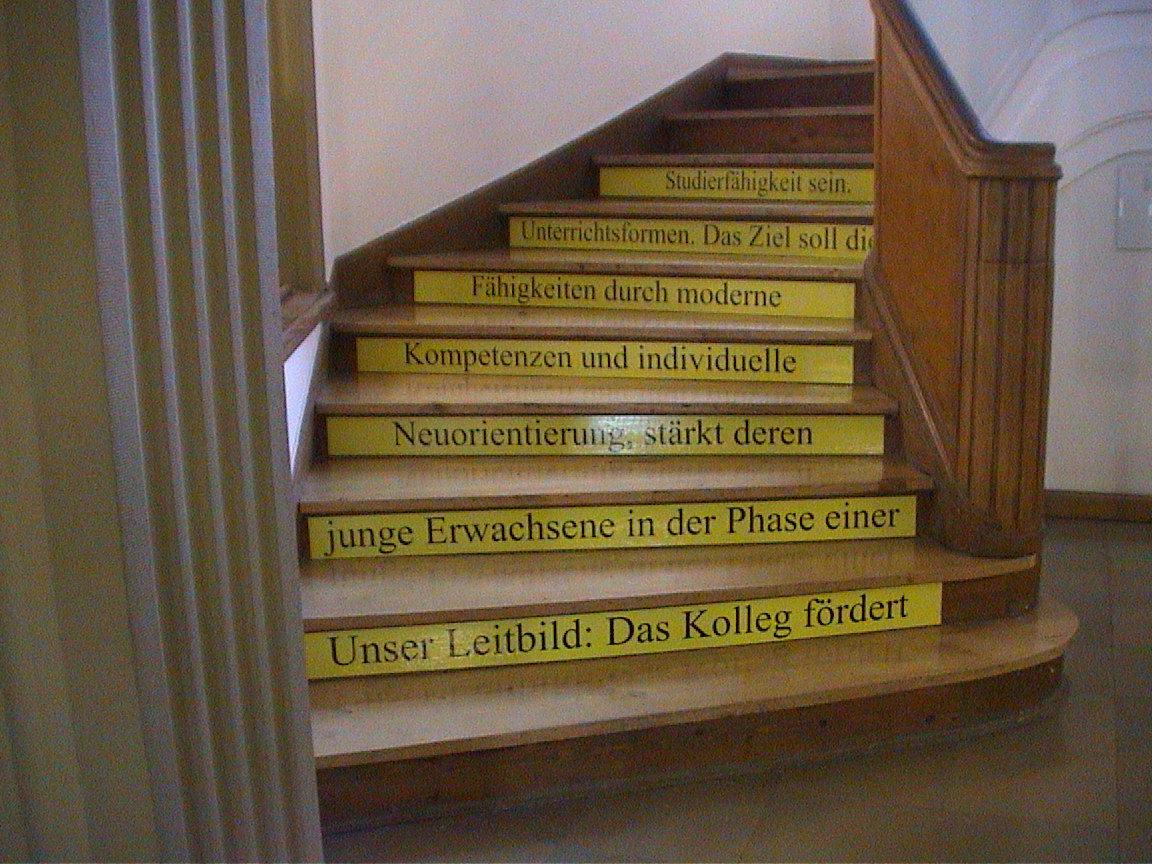
Leitbild des Thüringenkollegs Weimar (Stufe für Stufe)

Das Thüringenkolleg ist ein staatliches Institut des zweiten Bildungsweges im Freistaat Thüringen. Schulträger ist das Thüringer Ministerium für Bildung, Jugend und Sport.
Das Kolleg bietet berufserfahrenen Erwachsenen die Möglichkeit, die allgemeine Hochschulreife in einer zweijährigen Vollzeitausbildung zu erwerben. Von 1994 bis 2020 haben 1824 Kollegiaten erfolgreich das Abitur am Thüringenkolleg abgelegt.
Zur Finanzierung kann elternunabhängiges und rückzahlungsfreies BAföG beantragt werden.

## Zugangsvoraussetzungen
Das Mindestalter für den Zugang beträgt 18 Jahre, wobei der Stichtag der 1. August des Aufnahmejahres ist. Bedingung ist ein Realschul- oder gleichwertiger Abschluss, eine abgeschlossene Berufsausbildung oder zweijährige Berufstätigkeit und eine erfolgreiche Teilnahme an einer Eignungsprüfung in den Fächern Deutsch und Mathematik. Für Schüler mit Hauptschulabschluss oder einen gleichwertigen Abschluss wird ein Vorkurs angeboten.

## Geschichte
Das Thüringenkolleg wurde in Weimar am 30. September 1991 mit einer Außenstelle in Ilmenau gegründet. Die Ausbildung der ersten Kollegiaten begann zunächst in einem Gebäude der Bauhaus-Universität in der Coudraystraße 10/12 und gleich danach im Gebäude der damaligen Schule für Soziales (dem späteren Lehrerbildungsinstitut und ehemaligen Landbundhaus) in der Weimarer Schwanseestraße 11. Nach einigen Jahren des Aufenthalts in Apolda und einer zwischenzeitlichen Unterbringung am Weimarer Steinbrückenweg bezog das Thüringenkolleg, gemeinsam mit dem damaligen Staatliches Schulamt Mittelthüringen Weimar, wieder das Gebäude in der Schwanseestraße 9/11.
Das Thüringenkolleg pflegt Partnerschaften mit dem Kolleg in Speyer und der Innerstaatlichen Maturitätsschule St. Gallen (Schweiz). Es besteht auch eine Kooperationsvereinbarung mit der Bauhaus-Universität Weimar.
Das Gebäude steht auf der Liste der Kulturdenkmale in Weimar (Einzeldenkmale).

## Förderungen und Stipendien
Es gibt ein Stipendium der Hans-Böckler-Stiftung für den zweiten Bildungsweg.

## Förderverein
Der Förderverein  Thüringenkolleg Weimar e. V. wurde 1995 gegründet.